# Geranomyia rubiginosa
Geranomyia rubiginosa is een tweevleugelige uit de familie steltmuggen (Limoniidae). De soort komt voor in het Neotropisch gebied.